# Аластер, герцог Коннаутский
Ала́стер Арту́р Ви́ндзор, 2-й герцог Коннау́тский и Стра́тернский (англ. Alastair Arthur Windsor, 2nd Duke of Connaught and Strathearn; 9 августа 1914, Мейфэр, Большой Лондон — 26 апреля 1943, Оттава) — сын принца Артура Коннаутского и принцессы Александры, герцогини Файф, правнук королевы Виктории (по мужской линии) и короля Эдуарда VII (по женской).

## Происхождение

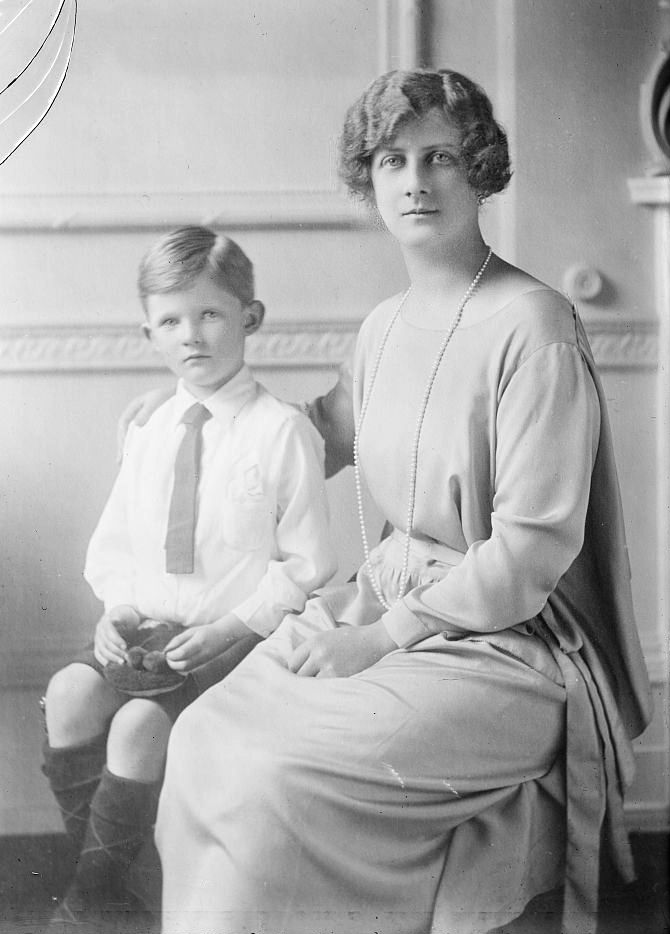
Аластер вместе с матерью

Аластер Артур Виндзор был единственным ребёнком в семье британского принца Артура Коннаутского и принцессы Александры, герцогини Файф. Его отец и мать происходили из британской королевской семьи. По отцу мальчик был внуком принца Артура, герцога Коннаутского и Стратернского, третьего сына королевы Виктории, и принцессы Луизы Маргариты Прусской, по матери — Александра Даффа, 1-го герцога Файф и королевской принцессы Луизы Великобританской, дочери короля Эдуарда VII, который, в свою очередь, был сыном королевы Виктории. Как правнук британского монарха, с рождения Аластер носил титул «Его Высочество принц Аластер Коннаутский». Сестрой его отца была шведская кронпринцесса Маргарита, вышедшая замуж за наследника престола принца Густава Адольфа. На момент рождения принц занимал девятое место в наследовании британского престола.

## Биография
Аластер Артур родился 9 августа 1914 года в доме своих родителей на Маунт-стрит 54, Мейфэр, Вестминстер, Лондон. Ныне в этом здании расположено посольство Бразилии в Великобритании. Крещение принца состоялось в родительском доме, 25 августа 1914 года. Его восприемниками стали король Георг V (двоюродный дед по матери), король Испании Альфонсо XIII, вдовствующая королева Великобритании Александра (прабабушка), герцог Артур Коннаутский (дед по отцу), принцесса Луиза, герцогиня Аргайльская (двоюродная бабушка) и принцесса Мария (двоюродная тётя).
В год рождения принца началась Первая мировая война. Продолжающаяся общественная враждебность к Германии вынудила короля Георга V отказаться от всех немецких титулов, званий и наград. То же самое он попросил сделать всех членов его огромной семьи. Король переименовал название правящей династии из Саксен-Кобург-Готской в Виндзорскую по названию родового замка. Также, Георг V ограничил круг потомков британских монархов, которым присваивался титул принца/принцессы и «Королевского Высочества». В соответствии с новым положением, этот титул могли носить дети монарха, его внуки по мужской линии и старший внук принца Уэльского. Аластер, который был только правнуком королевы Виктории, лишился своего титула, но от матери он имел скромный титул графа Макдуфа, как наследника титула герцога Файф.
Граф Макдуф получил образование в школе Брайанстон и в Королевском военном училище в Сандхерсте. В январе 1935 года он получил звание лейтенанта. Он служил во 2-м драгунском полку, которым руководил его отец. 12 сентября 1938 года его отец умер от рака желудка. В следующем году Аластер был назначен адъютантом в Оттаве своего родственника, графа Атлон, который позже стал генерал-губернатором Канады.
В 1942 году он унаследовал от своего деда титулы герцога Коннаутского и Стратернского, графа Сассекского с обращением «Ваша Светлость». Аластер неожиданно умер в следующем году в Оттаве в возрасте 28 лет по непонятным причинам. В дневниках сэра Алана Ласселса, личного секретаря короля Георга VI, опубликованных в 2006 году, говорится, что «граф Атлон и офицеры полка, в котором служил Аластер, сочли его некомпетентным и неспособным военным; он выпал из окна, когда был пьян и погиб от переохлаждения ночью». На момент смерти Аластер занимал двенадцатое место в наследовании престола. Женат не был и не имел потомков.
Его прах находится в поместье Мар-Лодж в Шотландии, которое принадлежало его деду герцогу Файф. После смерти Аластера его титулы герцога Коннаутского и Стратернского вернулись к короне. Титул его матери, герцогини Файф, был унаследован после её смерти в 1959 году двоюродным братом Аластера Джеймсом Карнеги (1929—2015).